# Steve Locher
Steve Locher (* 19. September 1967 in Salins) ist ein ehemaliger Schweizer Skirennfahrer. Er gehörte 17 Jahre lang der Schweizer Skinationalmannschaft an. Er ist olympischer Medaillengewinner und gehörte in den 1990er Jahren zu den besten Riesenslalomläufern der Welt.

## Biografie
Locher wurde als eines von vier Kindern eines Elektromonteurs geboren. Im Alter von vier Jahren stand er erstmals auf Ski. Ab 1975 bestritt er für seinen Heimatverein SC Salins erste Rennen. 1985 schaffte Locher den Sprung in die Schweizer Skinationalmannschaft, und seit der Saison 1989/90 nahm er als Profi an den Rennen um den Weltcup teil. Gleich in seiner ersten Saison gelang ihm beim Super-G von Val-d’Isère der erste Weltcupsieg seiner Karriere.
Mit Talent sowohl in den technischen als auch in den Geschwindigkeitsdisziplinen entwickelte sich Locher schnell zu einem der besten Allround-Läufer des Weltcups. Seine grössten Erfolge feierte er dann zunächst auch in Kombinationswertungen. 1991 wurde er bei den Skiweltmeisterschaften in Saalbach-Hinterglemm Fünfter, im Jahr darauf gewann er bei den Olympischen Winterspielen in Albertville die Bronzemedaille in der Kombination, die einzige alpine Medaille des Schweizer Olympiateams. Bei den Weltmeisterschaften 1993 wurde er noch einmal Fünfter.
Nach seinem furiosen Karrierebeginn stagnierten Mitte der 1990er Jahre die Leistungen Lochers. Der Trainingsaufwand schien zu hoch, um in allen Disziplinen die Weltspitze zu erreichen. Locher beschloss, auf Kombinationswertungen zu verzichten und sich künftig nur noch auf seine stärksten Disziplinen, den Riesenslalom und den Super-G, zu konzentrieren. Ab 1996 trainierte er zudem nur noch mit den Spitzenläufern Michael von Grünigen und Urs Kälin. Der Erfolg gab ihm recht: in der Saison 1993/94 kam er in der Gesamtwertung des Riesenslalomweltcups auf Rang 5, in Saison 1996/97 erreichte er mit Platz vier sogar die beste Platzierung seiner Karriere.
Bei Weltmeisterschaften und Olympischen Spielen folgte eine Serie von Spitzenplatzierungen: 1996 in der Sierra Nevada Fünfter im Riesenslalom, 1997 in Sestriere Vierter, 1998 in Nagano Sechster und schliesslich 1999 in Vail die Bronzemedaille. Zudem wurde er 1998 Schweizer Meister im Riesenslalom. Nach der Saison 2001/02 trat Locher vom aktiven Skirennsport zurück. Insgesamt bestritt er in seiner Karriere 230 Weltcuprennen, 53 Mal konnte er sich unter den besten zehn platzieren.
Ab 2005 arbeitete Locher als Trainer beim Walliser Skiverband und im Leistungszentrum Brig. Im Frühjahr 2010 wechselte er als Trainer der neu geschaffenen Weltcupgruppe 4 zu Swiss-Ski. Am 1. Dezember 2010 erlitt er bei einem Verkehrsunfall nahe dem schwedischen Åre eine Becken- und eine Halswirbelfraktur. Zusammen mit drei weiteren Swiss-Ski-Trainern war er auf dem Weg zu einem Europacuprennen.

## Weltcupsiege
| Datum             | Ort         | Land       | Disziplin    |
| ----------------- | ----------- | ---------- | ------------ |
| 29. Januar 1990   | Val-d’Isère | Frankreich | Super-G      |
| 19. Dezember 1993 | Alta Badia  | Italien    | Riesenslalom |
| 27. Oktober 1996  | Sölden      | Österreich | Riesenslalom |